# Élections générales portoricaines de 1984
Des élections générales ont eu lieu à Porto Rico le 6 novembre 1984.
Rafael Hernández Colón, du Parti populaire démocrate (PPD), a été élu gouverneur. Le PPD a également remporté la majorité des sièges à la Chambre des représentants et au Sénat. Le taux de participation était de 88,9%.

## Résultats

### Gouverneur
| Candidat               | Parti                             | Votes   | %     |
| ---------------------- | --------------------------------- | ------- | ----- |
| Rafael Hernández Colón | Parti populaire démocrate         | 822 709 | 47,80 |
| Carlos Romero Barceló  | Nouveau parti progressiste        | 768 959 | 44,60 |
| Rubén Berríos          | Parti indépendantiste portoricain | 131 119 | 7,70  |

### Législatives
| Parti                                   | Sièges |
| --------------------------------------- | ------ |
| Parti populaire démocrate (PPD)         | 34     |
| Nouveau parti progressiste (NPP)        | 16     |
| Parti indépendantiste portoricain (PIP) | 1      |
| Total                                   | 51     |